# لوندس (میزوری)
لوندس (به انگلیسی: Lowndes) یک منطقهٔ مسکونی در ایالات متحده آمریکا است که در شهرستان وین، میزوری واقع شده‌است. لوندس ۱۳۵٫۰۳ متر بالاتر از سطح دریا واقع شده‌است.